# Hamish Linklater
Hamish Linklater (Great Barrington, 1976. július 7. –) amerikai színész.
Ismertebb alakításai voltak a Christine kalandjai (2006–2010), az Eszementek (2013–2014) és a Légió (2017–2019) című sorozatokban. 2021-ben a Mise éjfélkor című horrorsorozatban alakította Paul atyát.
Filmjei közé tartozik a Fantasztikus Négyes (2005), a Csatahajó (2012) és A nagy dobás (2015). 

## Filmográfia

### Film
| Év   | Magyar cím                                     | Eredeti cím                               | Szerep                   | Magyar hang        |
| ---- | ---------------------------------------------- | ----------------------------------------- | ------------------------ | ------------------ |
| 2000 | Trend                                          | Groove                                    | David Turner             | Csőre Gábor        |
| 2003 | Marakodó mozisok                               | Final Draft                               | Marty                    |                    |
| 2005 | Fantasztikus Négyes                            | Fantastic Four                            | Leonard                  | Albert Gábor       |
| 2008 |                                                | The Violent Kind                          | Frank                    |                    |
| 2011 | A jövő                                         | The Future                                | Jason                    |                    |
| 2012 | Csatahajó                                      | Battleship                                | Cal Zapata               | Simonyi Balázs     |
| 2012 | Lola versus                                    | Lola Versus                               | Henry                    | Posta Victor       |
| 2013 | A 42-es                                        | 42                                        | Ralph Branca             | Gacsal Ádám        |
| 2013 |                                                | Redemption Trail                          | David                    |                    |
| 2014 | Brooklyn legmérgesebb embere                   | The Angriest Man in Brooklyn              | Tommy Altmann            | Fehér Tibor        |
| 2014 | Káprázatos holdvilág                           | Magic in the Moonlight                    | Brice Catledge           | Nagy Dániel Viktor |
| 2015 |                                                | One More Time                             | Tim                      |                    |
| 2015 |                                                | Ithaca                                    | Tom Spangler             |                    |
| 2015 | A nagy dobás                                   | The Big Short                             | Porter Collins           | Zöld Csaba         |
| 2017 |                                                | A Midsummer Night's Dream                 | Lysander                 |                    |
| 2017 |                                                | Paper Year                                | Noah Bearinger           |                    |
| 2017 | Csillogó álmom                                 | Unicorn Store                             | Gary                     |                    |
| 2018 |                                                | You Can't Say No                          | Miles                    |                    |
| 2020 | 10 dolog, amit meg kell tennünk szakítás előtt | 10 Things We Should Do Before We Break Up | Benjamin                 | Dányi Krisztián    |
| 2022 |                                                | Dead for a Dollar                         | Martin Kidd              |                    |
| 2023 | Boldogság Owl városában                        | Downtown Owl                              | rendező, író és producer | –                  |
| 2024 |                                                | Nickel Boys                               | Spencer                  |                    |

### Televízió
| Év        | Magyar cím                               | Eredeti cím                         | Szerep                        | Megjegyzések                                  |
| --------- | ---------------------------------------- | ----------------------------------- | ----------------------------- | --------------------------------------------- |
| 2000–2001 |                                          | Gideon's Crossing                   | Dr. Bruce Cherry              | 20 epizód                                     |
| 2002      | Élőben Bagdadból                         | Live from Baghdad                   | Richard Roth                  | - tévéfilm - magyar hangja: - Holl Nándor     |
| 2003      |                                          | Happy Family                        | Todd Brennan                  | 1 epizód                                      |
| 2003      | Dragnet – Gyilkossági akták              | Dragnet                             | Kevin Grimes                  | 1 epizód                                      |
| 2004      |                                          | American Dreams                     | Stan Silver közlegény         | 9 epizód                                      |
| 2004      | 5 nap az élet                            | Five Days to Midnight               | Carl Axelrod                  | minisorozat (5 epizód)                        |
| 2006–2010 | Christine kalandjai                      | The New Adventures of Old Christine | Matthew Kimble                | - 88 epizód - magyar hangja: - Bartucz Attila |
| 2007      | Halottnak a csók                         | Pushing Daisies                     | John Joseph Jacobs            | 1 epizód                                      |
| 2009      | Ki ez a lány?                            | Ugly Betty                          | Evan York                     | 1 epizód                                      |
| 2012      | The Big C – A nagy C                     | The Big C                           | Dave Cooper                   | 4 epizód                                      |
| 2012      | Esküdt ellenségek: Különleges ügyosztály | Law & Order: Special Victims Unit   | David Morris                  | 1 epizód                                      |
| 2012–2013 | A férjem védelmében                      | The Good Wife                       | David LaGuardia               | 2 epizód                                      |
| 2013      | Híradósok                                | The Newsroom                        | Jerry Dantana                 | 6 epizód                                      |
| 2013–2014 | Eszementek                               | The Crazy Ones                      | Andrew Keanelly               | 22 epizód                                     |
| 2017      | Fargo                                    | Fargo                               | Larue Dollard                 | 4 epizód                                      |
| 2017–2019 | Légió                                    | Legion                              | Clark Debussy                 | - 14 epizód - magyar hangja: - Bartucz Attila |
| 2020      |                                          | Monsterland                         | Dr. Joe Keller                | 1 epizód                                      |
| 2020      |                                          | The Stand                           | Dr. Ellis                     | 1 epizód                                      |
| 2021      |                                          | Tell Me Your Secrets                | John Tyler                    | 10 epizód                                     |
| 2021      | Mise éjfélkor                            | Midnight Mass                       | Paul atya                     | - 7 epizód - magyar hangja: - Pál András      |
| 2022      | Gaslit – A Watergate-botrány             | Gaslit                              | Jeb Magruder                  | minisorozat (6 epizód)                        |
| 2022      |                                          | Angelyne                            | Rick Krause                   | minisorozat (4 epizód)                        |
| 2024      |                                          | Manhunt                             | Abraham Lincoln               | minisorozat (7 epizód)                        |
| 2024      |                                          | American Horror Story: Delicate     | önmaga                        | 1 epizód                                      |
| 2024      | Batman: A köpenyes lovag                 | Batman: Caped Crusader              | Bruce Wayne / Batman (hangja) | 10 epizód                                     |

## Fordítás
- Ez a szócikk részben vagy egészben  a   Hamish Linklater című angol Wikipédia-szócikk ezen változatának fordításán alapul.  Az eredeti cikk szerkesztőit annak laptörténete sorolja fel. Ez a jelzés csupán a megfogalmazás eredetét és a szerzői jogokat jelzi, nem szolgál a cikkben szereplő információk forrásmegjelöléseként.